# عبد الرحمن العبيد (لاعب كرة قدم مواليد 2004)
عبد الرحمن عبيد العبيد مواليد 2 يوليو 2004، هو لاعب كرة قدم سعودي يلعب حالياً لنادي النجمة معار من نادي الاتحاد كمدافع.

## مسيرة اللاعب
بدأ مع نادي الشباب وانتقل إلى نادي الاتحاد مطلع عام 2024 وأعير إلى نادي النجمة في صيف عام 2024.